# Los colores de la montaña
Los colores de la montaña é um filme de drama colombiano de 2010 dirigido e escrito por Carlos César Arbeláez. Foi selecionado como representante da Colômbia à edição do Oscar 2011, organizada pela Academia de Artes e Ciências Cinematográficas.

## Elenco
- Genaro Aristizábal
- Natalia Cuéllar
- Hernán Méndez
- Hernán Mauricio Ocampo - Manuel
- Nolberto Sánchez - Julián